# Бої біля позиції «Зеніт»
Бої біля позиції «Зеніт» — бойові дії під час війни на сході України та повномасштабної фази російсько-української війни на околицях Авдіївки, що тривали з 2014 до 2024 року.
Опорний пункт «Зеніт» (також відомий як «Катер») знаходився на південно-східній околиці Авдіївки, на схід від селища Опитного Донецької області. Початково це була військова частина А1428, де в різні часи були розташовані 508-й та 156-й зенітні ракетні полки. Територія обладнана типовими вогневими позиціями для комплексів протиповітряної оборони, підземними комунікаціями та службовими будівлями.

## Війна на сході України
В ході війни на сході України позиція відігравала важливу роль під час боїв за Донецький аеропорт і за район шахти «Бутівка».

## Повномасштабне російське вторгнення
За позицію велись жорсткі бої протягом битви за Авдіївку. Зокрема, «Зеніт» обороняли бійці 110-ї бригади імені Марка Безручка.
В лютому 2024 року ситуація стрімко погіршилась, спочатку опинились під вогневим контролем росіян усі шляхи постачання, а потім позиція була повністю оточена. Її захисники зазнавали неперервних ударів КАБами, артилерійських обстрілів, ударів FPV-дронами та мали проблеми з постачанням. Проєкт DeepState повідомляв, що командування занадто довго не ухвалювало рішення щодо відходу, допоки 13 лютого не почали закінчуватись боєприпаси та вода. З 14 лютого відбувався відхід українських бійців малими групами.
Бої за цю позицію тривали майже 10 років. 15 лютого росіяни підняли прапор над нею, а 16 лютого командувач ОСУВ «Таврія» Олександр Тарнавський повідомив, що українські підрозділи відійшли з позиції. 17 лютого також стало відомо про відхід українських підрозділів з Авдіївки.

### Розстріл українських полонених
Під час виходу з «Зеніту» деяких поранених бійців не вдалось евакуювати, тому було укладено домовленість із росіянами щодо здачі українських бійців у полон з подальшим обміном полоненими. Росіяни порушили домовленість та розстріляли шістьох бійців, серед яких було впізнано бійців 110 ОМБр: Іван «Джанго» Житник, Андрій «Байрактар» Дубницький, Георгій «Панда» Павлов, Олександр Зінчук та Микола Савосік. Поранених бійців було п'ятеро, з якими залишився один уцілілий боєць (ймовірно, Григорій Павлов).
Прокуратура Донецької області розпочала досудове розслідування за фактами порушення законів та звичаїв війни, поєднаних з умисним вбивством за частиною 2 статті 438 КК України. Уповноважений Верховної Ради з прав людини Дмитро Лубінець також звернувся до ООН і МКЧХ щодо цього злочину.